# سیارک ۹۷۶۳۷
سیارک ۹۷۶۳۷ (به انگلیسی: 97637 Blennert، نامگذاری:2000EQ156) نود و هفت هزار و ششصد و سی و هفتمین سیارک کشف شده‌است که در ۱۰ مارس ۲۰۰۰ کشف شد.